# Sovrani di Finlandia
Questo è un elenco dei sovrani di Finlandia
I sovrani di Finlandia (Luettelo Suomen hallitsijoista) furono sempre stranieri perché il Paese era semplicemente un territorio da annettere all'Impero svedese o a quello russo che attraverso guerre e scambi di territori si contendevano la Finlandia finché nel 1918 l'Impero tedesco formò il Regno di Finlandia e Carelia nominando il langravio d'Assia-Kassel re, dopo la prima guerra mondiale i finlandesi non videro più la monarchia.

## Regno di Svezia
La Finlandia non esistette in quanto tale fino all’Ottocento. Qui si replicano semplicemente i re di Svezia.

### Bjälbo (1250-1364)
- 1250–1275 : Valdemaro I (Valdemar Birgerinpoika)
  - reggente: Birger Jarl
- 1275–1284 : Magnus I (Maunu I Ladonlukko)
- 1284–1291 : Benedetto I (Bengt Birgerinpoika )
- 1291–1302 : Birger (Birger Maununpoika)
- 1302–1319 : Valdemaro II (Valdemar Maununpoika)
- 1319–1353 : Ingeborg Eriksdottir di Norvegia
- 1353–1356 : Benedetto II (Pentti Algotinpoika)
- 1357-1359 : Eric I
- 1359 : Magnus II (Maunu II) e Eric I
- 1359–1364 : Magnus II (Maunu II) e Haakon I

### Meclemburgo-Schwerin (1364-1395)
- 1364-1395 : Alberto I (Albrekt Mecklenburgilainen)

Unione di Kalmar (1389-1521)
- 1389–1412 : Margherita I di Danimarca (Margareeta)
- 1396–1439 : Eric II (Eerik XIII Pommerilainen)
- 1441–1448 : Cristoforo I di Baviera (Kristoffer Baijerilainen)
- 1448–1448 : Reggente Bengt e Nils Jönsson Oxenstierna (Pentti Jönsinpoika Häräntähti e Niilo Jönsinpoika Häräntähti))
- 1448–1457 : Carlo I (Kaarle I Knuutinpoika)
- 1457–1457 : Reggente Jöns Bengtsson Oxenstierna (Jöns Pentinpoika)
- 1457–1464 : Cristiano I di Svezia (Kristian I)
- 1464–1470 : Carlo I (restaurato)
- 1470–1497 : Reggente Sten Sture il vecchio (Sten Sture vanhempi)
- 1497–1501 : Giovanni I (Juhana I)
- 1501–1503 : Reggente Sten Sture il vecchio (Sten Sture vanhempi)
- 1504–1511 : Reggente Svante Nilsson (Svante Niilonpoika)
- 1512–1512 : Reggente Eric Trolle
- 1512–1520 : Reggente Sten (Sten Sture)
- 1520–1521 : Cristiano II di Svezia (Kristian II)

Re di Svezia

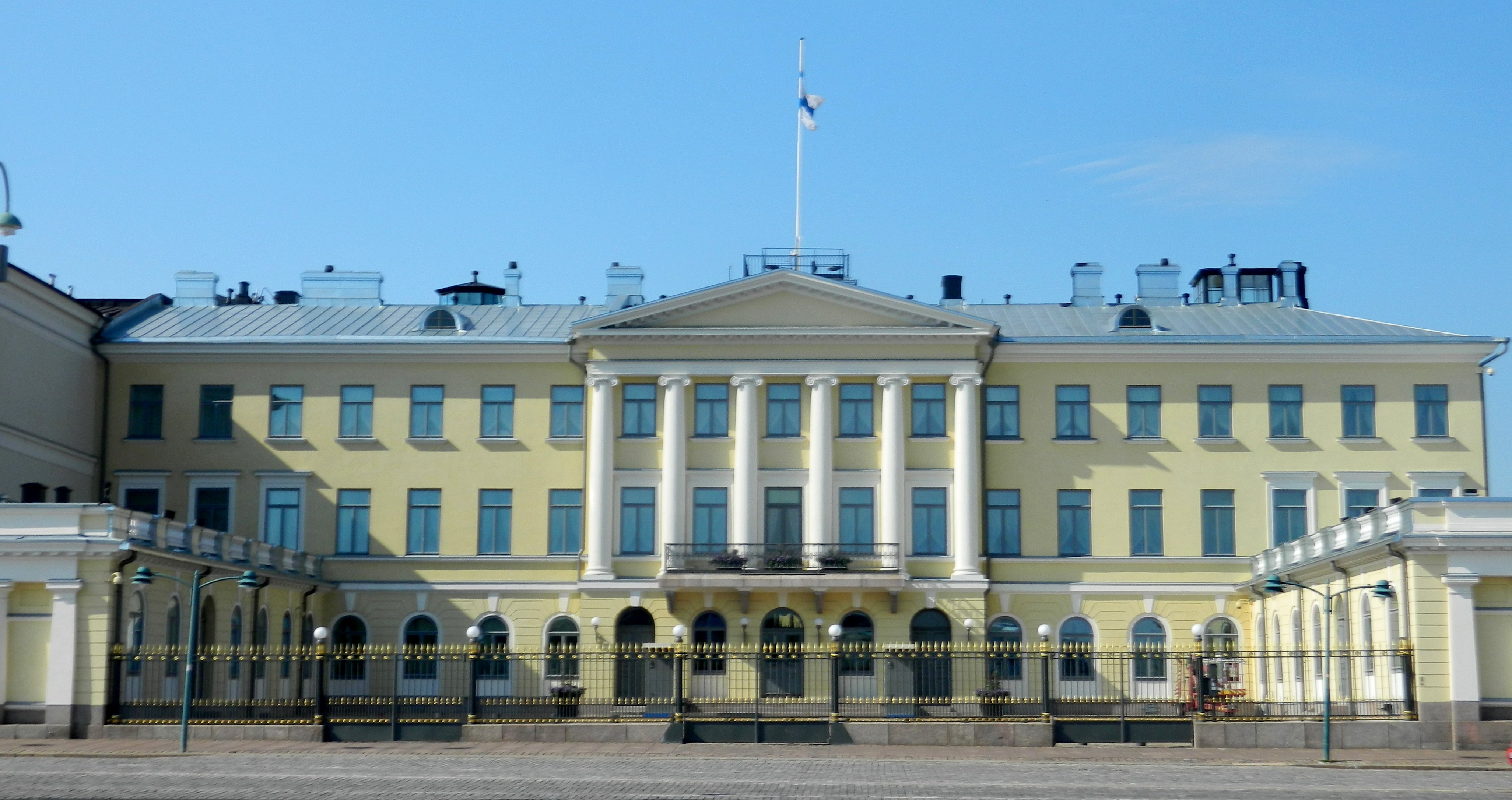
Palazzo presidenziale di Helsinki una volta residenza del capo di Stato finlandese

- 1521–1560 : Gustavo I (Kustaa I Vaasa)
- 1560–1569 : Eric III (Eerik II
- 1569–1592 : Giovanni II,  Gran Principe di Finlandia e Granduca di Finlandia
- 1592–1599 : Sigismondo I (Sigismund), Gran Principe di Finlandia
- 1606–1632 : Gustavo II Adolfo il Grande (Kustaa II Aadolf), Gran Principe di Finlandia
- 1632–1654 : Cristiana I (Kristiina), Gran Principessa di Finlandia

### Palatinato-Zweibrücken (1654-1720)
- 1654–1660 : Carlo II Gustav (Kaarle X Kustaa), Gran Principe di Finlandia
- 1660–1697 : Carlo III (Kaarle XI), Gran Principe di Finlandia
- 1697–1718 : Carlo IV (Kaarle XII), Gran Principe di Finlandia
- 1719–1720 : Ulrica Eleonora (Ulriika Eleonoora), Gran Principessa di Finlandia

### Assia-Kassel (1720 - 1751)
| Nome       | Ritratto | Nascita               | Regno         | Regno         | Morte                             | Consorte                                                   | Sepoltura                         | Note                                                         |
| Nome       | Ritratto | Nascita               | Inizio        | Fine          | Morte                             | Consorte                                                   | Sepoltura                         | Note                                                         |
| ---------- | -------- | --------------------- | ------------- | ------------- | --------------------------------- | ---------------------------------------------------------- | --------------------------------- | ------------------------------------------------------------ |
| Federico I |          | Kassel 17 aprile 1676 | 24 marzo 1720 | 25 marzo 1751 | Stoccolma 25 marzo 1751 (74 anni) | (1) Luisa Dorotea di Prussia (2) Ulrica Eleonora di Svezia | Chiesa di Riddarholmen, Stoccolma | Marito di Ulrica Eleonora; Langravio d'Assia-Kassel dal 1730 |

Notanel 1741 la Svezia dichiarò guerra l'Impero russo il quale invase la Finlandia a sud proclamando un Regno di Finlandia e l'imperatrice Elisabetta assunse la reggenza fin quando l'8 ottobre 1742 il duca di Holstein-Gottorp Carlo Pietro Ulrico fu autoproclamato re di Finlandia. L’immediata sconfitta russa lasciò questa finestra come un fatto illegale di nessun valore.
Re di Svezia
| Nome              | Ritratto | Nascita                            | Regno            | Regno                              | Morte                     | Consorte                     | Sepoltura                         | Note                      |
| Nome              | Ritratto | Nascita                            | Inizio           | Fine                               | Morte                     | Consorte                     | Sepoltura                         | Note                      |
| ----------------- | -------- | ---------------------------------- | ---------------- | ---------------------------------- | ------------------------- | ---------------------------- | --------------------------------- | ------------------------- |
| Adolfo Federico   |          | Castello di Gottorf 14 maggio 1710 | 25 marzo 1751    | 12 febbraio 1771                   | 12 febbraio 1771          | Luisa Ulrica di Prussia      | Chiesa di Riddarholmen, Stoccolma | Discendente di Carlo IX   |
| Gustavo III       |          | Stoccolma 24 gennaio 1746          | 12 febbraio 1771 | 29 marzo 1792                      | 29 marzo 1792             | Sofia Maddalena di Danimarca | Chiesa di Riddarholmen, Stoccolma | Figlio di Adolfo Federico |
| Gustavo IV Adolfo |          | Stoccolma 1º novembre 1778         | 29 marzo 1792    | 29 marzo 1809 (sconfitta militare) | San Gallo 7 febbraio 1837 | Federica di Baden            | Chiesa di Riddarholmen, Stoccolma | Figlio di Gustavo III     |

## Granducato di Finlandia (parte dell'Impero russo)

### Romanov (1809-1917)
| Nome           | Ritratto | Nascita                          | Regno           | Regno                                 | Morte                                 | Consorte                 | Sepoltura                           | Note                                                 |
| Nome           | Ritratto | Nascita                          | Inizio          | Fine                                  | Morte                                 | Consorte                 | Sepoltura                           | Note                                                 |
| -------------- | -------- | -------------------------------- | --------------- | ------------------------------------- | ------------------------------------- | ------------------------ | ----------------------------------- | ---------------------------------------------------- |
| Alessandro I   |          | San Pietroburgo 23 Dicembre 1777 | 29 Marzo 1809   | 1 Dicembre 1825 (47 anni)             | 1 Dicembre 1825 (47 anni)             | Luisa Maria di Baden     | Cattedrale dei Santi Pietro e Paolo | Figlio di Paolo I e di Sofia Dorotea del Württembreg |
| Nicola I       |          | San Pietroburgo 6 luglio 1896    | 1 Dicembre 1825 | 2 Marzo 1855 (52 anni)                | 2 Marzo 1855 (52 anni)                | Carlotta di Prussia      | Cattedrale dei Santi Pietro e Paolo | Fratello di Alessandro I                             |
| Alessandro II  |          | Mosca 29 Aprile 1818             | 2 Marzo 1855    | 13 Marzo 1881 (62 anni) (assassinato) | 13 Marzo 1881 (62 anni) (assassinato) | Maria d'Assia e del Reno | Cattedrale dei Santi Pietro e Paolo | Figlio di Nicola I                                   |
| Alessandro III |          | San Pietroburgo 10 Marzo 1845    | 13 Marzo 1881   | 1 Novembre 1894 (49 anni)             | 1 Novembre 1894 (49 anni)             | Dagmar di Danimarca      | Cattedrale dei Santi Pietro e Paolo | Figlio di Alessandro II                              |
| Nicola II      |          | Puškin 6 Maggio 1868             | 1 Novembre 1894 | 23 Marzo 1917 (abdicazione)           | 17 Luglio 1918 (50 anni)              | Alice d'Assia e del Reno | Cattedrale dei Santi Pietro e Paolo | Ultimo Zar di Russia e Granduca di Finlandia         |

## Regno di Finlandia (sotto l'Impero germanico)

### Assia-Kassel
| Nome    | Ritratto | Nascita            | Regno          | Regno                                | Morte                    | Consorte              | Sepoltura             | Note                                                                                 |
| Nome    | Ritratto | Nascita            | Inizio         | Fine                                 | Morte                    | Consorte              | Sepoltura             | Note                                                                                 |
| ------- | -------- | ------------------ | -------------- | ------------------------------------ | ------------------------ | --------------------- | --------------------- | ------------------------------------------------------------------------------------ |
| Carlo I |          | Plön 1 Maggio 1868 | 9 Ottobre 1918 | 14 Dicembre 1918 (rinuncia al trono) | 28 Maggio 1940 (72 anni) | Margherita di Prussia | Schloss Friedrichshof | Langravio d'Assia-Kassel nonché padre di Filippo d'Assia marito di Mafalda di Savoia |